# Acalanthis

Acalanthis (лат.) — род мелких жуков из семейства темнотелки (Trogossitidae). Чили.

## Распространение
Южная Америка: Чили.

## Описание
Среднего размера жуки-темнотелки буроватого землистого цвета, длина от 6 до 9 мм. Форма тела вытянутая. Усики 10-и члениковые, булавовидные. Жвалы с 2 апикальными зубцами. Есть усиковые бороздки. Фронтоклипеальный шов отсутствует. Тело покрыто ямками, бороздками и волосками. Переднеспинка сбоков с микрозазубринами. Взрослые особи и их личинки были обнаружены под корой гнилой древесины, предположительно грибоядные.

## Систематика
Род был впервые выделен в 1844 году немецким энтомологом Вильгельмом Фердинандом Эрихсоном (Wilhelm Ferdinand Erichson, 1809—1848). Валидный статус подтверждён в ходе ревизии семейства темнотелок, проведённой в 2013 году чешским колеоптерологом Иржи Колибачем (Jiří Kolibáč ; Moravian Museum, Department of Entomology, Брно, Чехия), род включён в трибу Egoliini (вместе с Calanthosoma, Egolia, Necrobiopsis и Paracalanthis) в составе подсемейства Trogossitinae.
- Acalanthis mirabilis Reitter, 1876 (Чили)
- Acalanthis quadrisignata Erichson, 1844 (Чили)
- Acalanthis semimetallica (Fairmaire, 1861) (Clerus) (Чили)